# Redemption (musikalbum)
Redemption är det amerikanska progressiv metal-bandet Redemptions självbetitlade debutalbum. Albumet utkom 18 mars 2003, lanserat av skivbolaget Sensory Records. Albumet innehåller kompositioner av gitarrist / keyboardist Nicholas van Dyk, inspelad tillsammans med musiker från band som Steelprophet, Agent Steel, Symphony X och Fates Warning. Första 4 spåren är inspirerade av Stephen Kings roman Desperation.

## Låtlista
1. "Desperation, Part I" – 5:56
2. "Desperation, Part II" – 4:32
3. "Desperation, Part III" – 5:43
4. "Desperation, Part IV" – 5:08
5. "Nocturnal" (Van Dyk, Chris Roy, Bernie Versailles) – 3:51
6. "Window to Space" – 13:26
7. "As I Lay Dying" – 5:08
8. "Something Wicked This Way Comes" – 24:29
  - I. Arrivals
  - II. Torments
  - III. The Carnival
  - IV. Pursuits
  - V. The Autumn People
  - VI. Temptations
  - VII. Confrontations
  - VIII. Departures

Text & musik: Nick Van Dyk där inget annat anges

## Medverkande
Redemption-medlemmar
- Rick Mythiasin – sång
- Bernie Versailles – gitarr
- Nick Van Dyk – gitarr, keyboard, basgitarr
- Jason Rullo – trummor

Bidragande musiker
- Ray Alder – sång (spår 2)
- Michael Romeo – orkestrering (spår 1, 2, 3, 4)
- Mark Zonder – trummor (spår 7)
- Chris Roy, Joel Decatur – bakgrundssång

Produktion
- Ray Alder – producent